# Кирил Божков (музикант)
Вижте пояснителната страница за други личности с името Кирил Божков.
Кирил Божков е български музикант и композитор. Най-известен като китарист на група Б.Т.Р..

## Биография
Роден е в град София на 26 април 1968 г. Създава първата си група „Атлантида“ през 1985 г.  Композитор и китарист на Б.Т.Р. през 1991г., които по това време свирят хевиметъл. След 1993 г., когато вокалист става Атанас Пенев, групата преминава към хардрок. Божков композира много от техните песни като „Елмаз и стъкло“, „Нощни влакове“, „Цвете от Луната“, „Дюн“, „Надежда“, както и на музиката на „Приказка за Светлината“, поставена на сцената на Музикален театър, София.
През 2010 г. основава група Команда 5, където свири и бившият барабанист на Б.Т.Р. Георги Милев. През март 2015 г. Кирил Божков напуска Б.Т.Р.